# Hassan Diallo
Syriakata Hassan Diallo (ur. 3 marca 1978 w Bol) – czadyjski piłkarz grający na pozycji defensywnego pomocnika. Od 2018 roku jest zawodnikiem klubu Foullah Edifice FC.

## Kariera klubowa
Swoją karierę piłkarską Diallo rozpoczął w klubie Renaissance FC. W sezonie 1999/2000 zadebiutował w jego barwach w pierwszej lidze czadyjskiej. Grał w nim do 2013 roku. Wywalczył z nim sześć mistrzostw Czadu w sezonach 2001/2002, 2003, 2004, 2005, 2006 i 2007 oraz dwa wicemistrzostwa w sezonach 2008 i 2013. Zdobył też Puchar Czadu w 2011 roku. W latach 2014–2016 był piłkarzem Foullah Edifice FC. W sezonie 2014 został z nim mistrzem kraju. W 2017 roku występował w Renaissance FC, a w 2018 wrócił do Foullah Edifice.

## Kariera reprezentacyjna
W reprezentacji Czadu Diallo zadebiutował 8 października 2006 roku w przegranym 1:3 meczu kwalifikacji do Pucharu Narodów Afryki 2008 z Kongiem. Od 2006 do 2011 wystąpił w kadrze narodowej 17 razy i strzelił 2 gole.